# 森成利

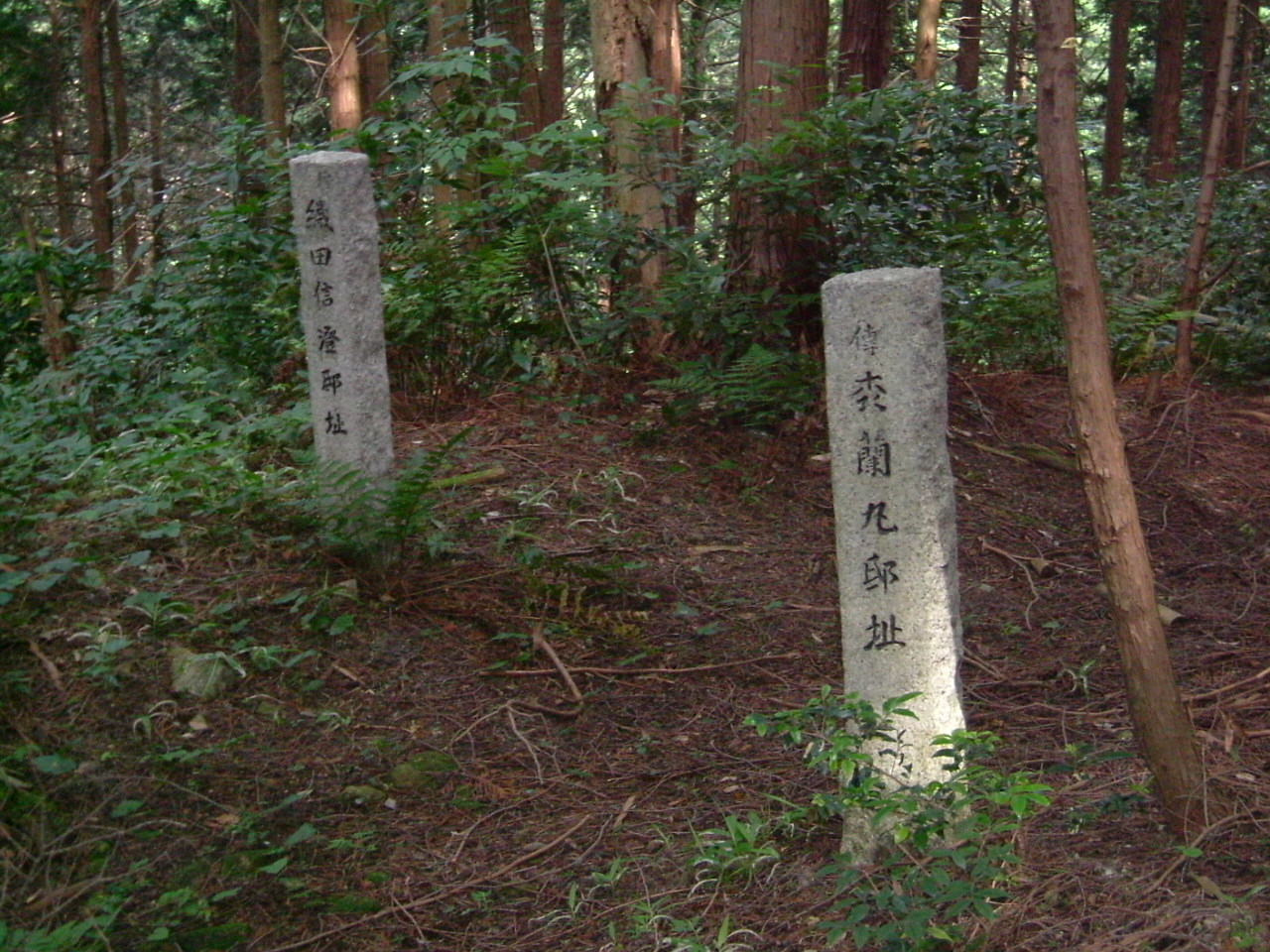
安土城跡にある伝森森蘭丸邸跡

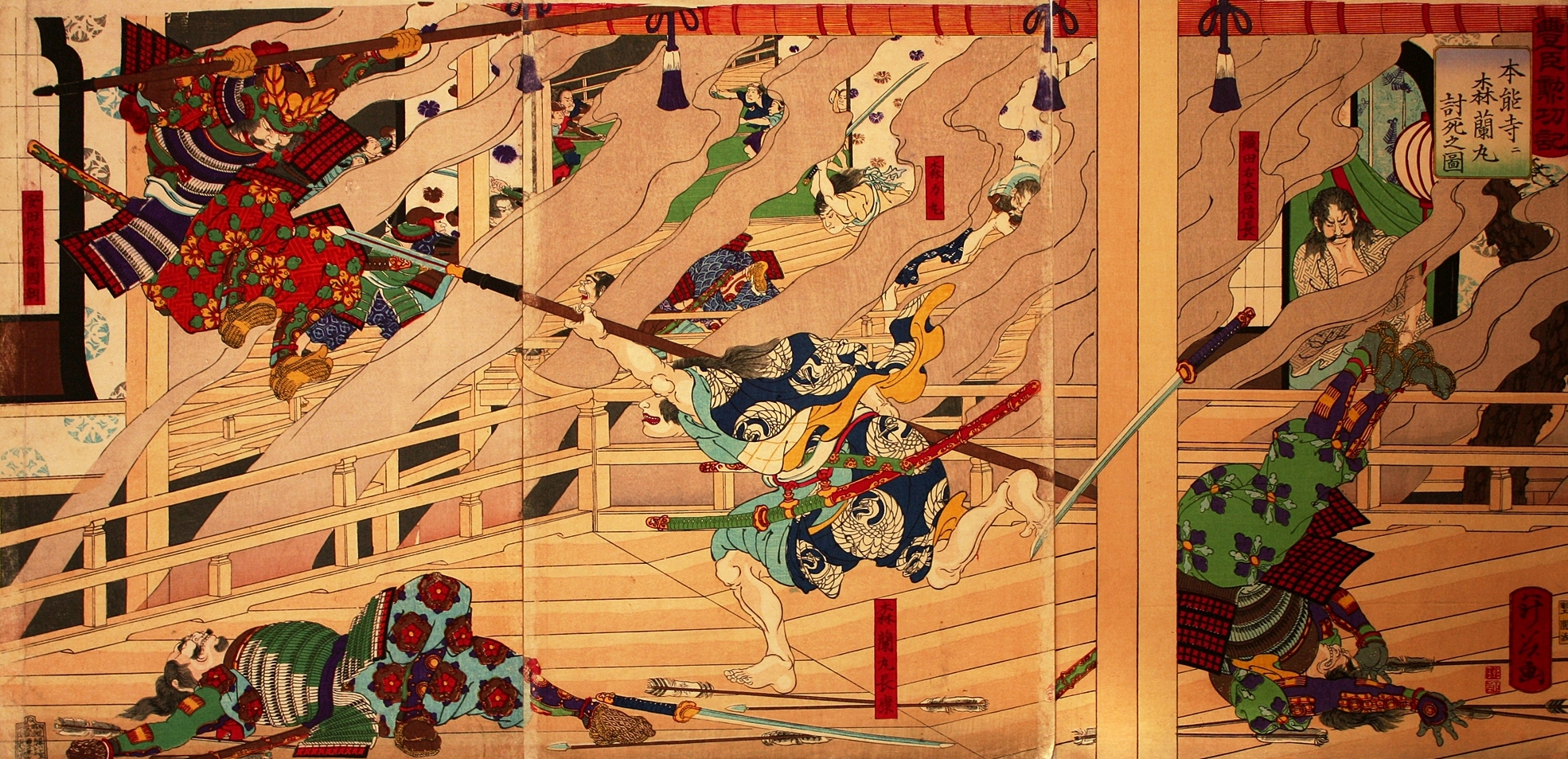
『豊臣勲功記』本能寺で討ち死にする森蘭丸
（右田年英画）

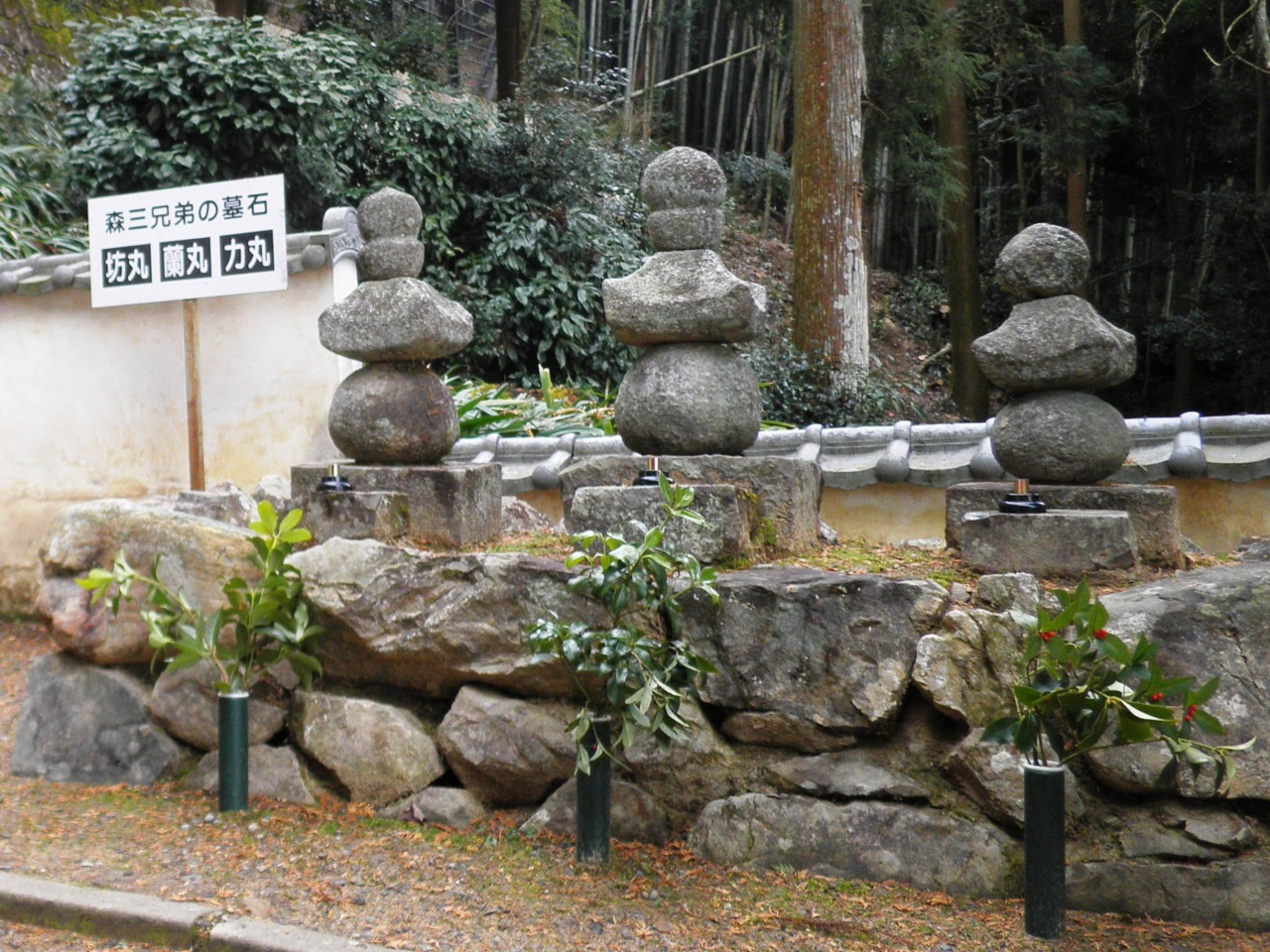
森坊丸・蘭丸・力丸の墓（可成寺）

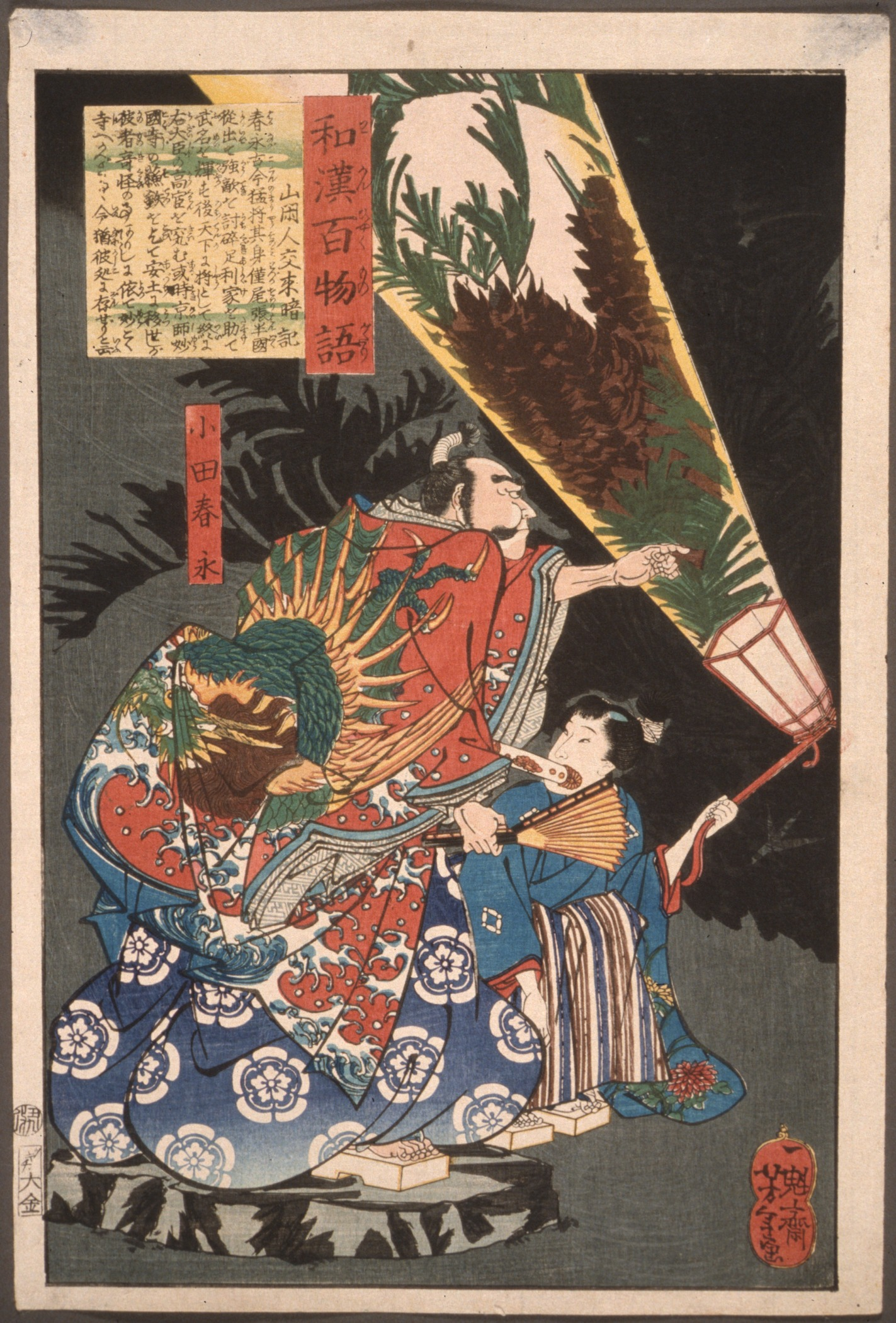
『和漢百物語』の「小田春長」（信長）と小姓。月岡芳年画

森 成利（もり なりとし）は、安土桃山時代の武将。織田信長の近習をつとめ、本能寺の変で主君と2人の弟と共に討死した。
軍記物等で用いられる蘭丸の通称で知られるが、同時代文書では「乱」あるいは「乱法師」という表記が用いられている。諱は『寛政重修諸家譜』に長定（ながさだ）とあるが、本人の署名では「成利」である。また長康（ながやす）とする文書もある。

## 生涯
永禄8年（1565年）、織田信長の家臣・森可成の三男として尾張葉栗郡蓮台に生まれる。
天正5年（1577年）5月、織田信長に小姓として弟らと共に召し抱えられる（『兼山記』）。以後、信長の側近として活動する。天正9年（1581年）4月20日には近江国に500石の知行を与えられた。
特に『信長公記』によれば、使者としての活躍も見られ、天正7年（1579年）「四月十八日 塩河伯耆守へ銀子百枚遣はされ候、御使森乱、中西権兵衛相副へ下され、過分忝きの由候なり」、天正8年（1580年）「正月廿六日、森乱御使にて、濃州岐阜御土蔵に、先年、鳥目一万六干貫入れおかれ侯」などの例がある。また、母の妙向尼は織田信長と石山本願寺との争い（石山合戦）の和睦成立に奔走した際に、成利を通じて情報を得て信長と直談判をしたとされる。なお信長は当時、本願寺との和睦に際して「金山城下に浄土真宗の寺院を建立、息子（妙向尼の子）の一人を出家」させることを条件に和睦を提示した。
天正10年（1582年）、甲斐武田氏滅亡後は甲州征伐に貢献したとして信濃川中島に領地替えとなった兄の長可に替わって美濃兼山及び米田島を与えられた（『信長公記』）。また美濃岩村城主にもなった。『寛永伝』には5万石とある。ただし成利は岩村城には在城せず、長可の家老の各務元正が成利に付けられ、城代を務めた。
同年、本能寺の変において本能寺で明智光秀の軍1万に囲まれて健闘するも、信長に槍で傷を負わせた明智配下の安田国継（天野源右衛門）によって討ち取られた。享年18。討たれる際、成利は白小袖を着て修善寺の平元結びで髪を茶筅髷に結っていたといわれる。ただし、これは源右衛門本人の証言によるものであり、信長に槍で傷を負わせたという証言にも疑問が残っており（『天野源右衛門覚書』）確証はない（『名将言行録』）。『本城惣右衛門覚書』では自身らが最初に本能寺に入ったとされるが、信長や成利を明示した人物は描写されていない。ルイス・フロイスの『日本史』では信長はしばらく戦ったが、腕に銃弾を受けると、自ら部屋に入り、襖を閉じてそこで自害したとされている。このように信長や成利の最期も諸説が入り乱れており、確たる事実は明らかになっていない。

## 人物像・逸話
- ある時、信長は爪を切り終えると扇子の上に爪を載せ、成利に捨ててくるように命じた。成利は命令に従って次の間に移ると、爪が9つしかなかった。このため成利は信長の部屋に戻って残りの爪を捜したという[4]。
- またある時、信長は成利に隣の座敷の障子が開いているから閉めてくるように命じた。実際には座敷の障子は閉まっていたが、成利はそのうちの1つの障子を自ら開けて、ぴしゃりと音を立てて閉めた。その上で信長に「障子は閉まっていた」旨の報告をした。「音がしたのはどういうわけか」と問う信長に、「『開いている』と信長が言ったにもかかわらず、閉まっていたとあっては信長の粗忽と思われるから、閉めた音を周囲に聞かせたのだ」と言ったという[4]。
- 一説では、信長から寵愛を受け、衆道としての関係があったともいわれている。

## 遺品の甲冑
『決定版 図説・戦国甲冑集』（学習研究社、2003年）に「森蘭丸所用」とされる伊予札胴具足が掲載されているが、この具足は日本甲冑史学研究会会長の井伊達夫（当時中村姓）が彦根で発見して川越の古美術商奥平長良に譲ったものであり、両人とも名前を公表することを承知した上で「真実を記しておかないと誤ったことが歴史事実のようになる」、「発見当時には名号の前立なども存在しなかった」と成利所用のものであることをはっきりと否定している。また、この具足を修理した甲冑師の明珍宗恭も、同様に成利の用いた品ではないという趣旨の発言をしている。なお、明珍は付随する兜は自身で別に手に入れて鎧に合わせたとも語っているが、前出の井伊達夫によれば具足は一領分揃っており、兜を他から取り合わせたと言うのは明珍の記憶違いであるとしている。

## 遺品の槍
兵庫県赤穂市の大石神社に、森蘭丸所用の槍が伝わっている。
元は浅野家断絶後に転封された森家が所持していたとされ、森家藩祖と蘭丸を祀る赤穂神社に神宝として伝来、第二次大戦後赤穂神社が大石神社に合祀されたため大石神社の所蔵となる。宝物殿で公開されている。

## 森成利を題材とした作品
映画
- 本能寺合戦（1908年、日活、演：嵐璃徳）
- 地獄に落ちた光秀（1926年、日活、演：片岡松燕）
- 森蘭丸（1930年、松竹キネマ、演：阪東寿之助）
- 森蘭丸（1955年、日活、演：中村扇雀（四代目坂田藤十郎））

テレビドラマ
- 森蘭丸〜戦国を駆け抜けた若獅子〜（1993年、テレビ東京、演：佑季良一）
- 織田信長（1994年、テレビ東京、演：大沢樹生）

小説
- 澤田ふじ子『森蘭丸』（1986年、講談社 / 1990年、徳間書店）
- 小野稔『森蘭丸〈上･下〉』（1988年、大陸書房）
- 八尋舜右『森蘭丸 乱世を駆け抜けた青春』（1998年、PHP文庫）
- 宮本昌孝『乱丸〈上･下〉』（2014年、徳間書店）
- 矢野隆「焔の首級」（『決戦！本能寺』収録、講談社、2015年 / 講談社文庫、2018年）
- 大塚卓嗣『天魔乱丸』（2019年、早川書房）

漫画
- 黒岩よしひろ『変幻戦忍アスカ』（1988年、週刊少年ジャンプ）
- 作・古瀬舞、画・小坂まりこ『戦国ダンス STEP ON THE WARRIOR』（2014年 - 、あしたのヤングジャンプ）
- 奥嶋ひろまさ『ババンババンバンバンパイア』（2021年 - 、別冊少年チャンピオン）

## 森成利が登場する作品
映画
- 映画刀剣乱舞-継承-（2019年、東映、演：西井幸人)
- レジェンド&バタフライ(2023年、東映、演：市川染五郎)
- 首（2023年、東宝・KADOKAWA、演：寛一郎）

テレビドラマ
- 太閤記（1965年、NHK大河ドラマ、演：片岡孝夫）
- 国盗り物語（1973年、NHK大河ドラマ、演：中島久之）
- 徳川家康（1983年、NHK大河ドラマ、演：土家歩）
- 信長 KING OF ZIPANGU（1992年、NHK大河ドラマ、演：竜小太郎）
- 秀吉（1996年、NHK大河ドラマ、演：松岡昌宏）
- 利家とまつ〜加賀百万石物語〜（2002年、NHK大河ドラマ、演：ウエンツ瑛士）
- 国盗り物語（2005年、テレビ東京開局20周年記念新春ワイド時代劇、演：丸山隆平）
- 功名が辻（2006年、NHK大河ドラマ、演：渡辺大）
- 江〜姫たちの戦国〜（2011年、NHK大河ドラマ、演：瀬戸康史）
- 軍師官兵衛（2014年、NHK大河ドラマ、演：柿澤勇人）
- 信長協奏曲（2014年、フジテレビ、演：田中悠太（第4話）、田中奏生（第8話 - 第9話) )
- 信長燃ゆ（2016年、テレビ東京、演：中島裕翔）
- 麒麟がくる（2020年、NHK大河ドラマ、演：板垣瑞生）
- どうする家康（2023年、NHK大河ドラマ、演：大西利空）（役名は森 乱（もり・らん））
- 信長のスマホ（2023年、NHK総合、演：川栄李奈）

バラエティ
- 戦国鍋TV〜なんとなく歴史が学べる映像〜（2010年〜2012年、テレビ神奈川ほか、演:鈴木拡樹）
- 世界史ちゃんTV〜なんとなく歴史が学べるＶＴＲ（2014年、NHKBSプレミアム、演:須賀健太）
- 戦国炒飯TV〜なんとなく歴史が学べる映像〜（2020年、TOKYO MXほか、演:木津つばさ(うつけ坂49・60日後に死ぬ信長と蘭丸)吉田知生(ＴＥＮＫＡＦＩＶＥ)）

小説
- 常陸之介寛浩『本能寺から始める信長との天下統一』
- Y．A『銭（インチキ）の力で、戦国の世を駆け抜ける。』

音楽
- 森蘭丸（1901年、作詞：石原和三郎、作曲：田村虎蔵、『幼年唱歌』より）
- 森蘭丸（1964年、作詞：宮川哲夫、作曲：吉田正、歌：三田明）
- 美少年〜森蘭丸（1973年、作詞：千家和也、作曲：冬木透、歌：三善英史。コンピレーション・アルバム『戦国の武将』（規格品番：SJX-155）収録）